# Llei Mbappé
La Llei Mbappé és un projecte de llei en fase d'elaboració a la Comunitat de Madrid per part de la seva actual presidenta Isabel Díaz Ayuso. Aquesta llei permetrà a les grans fortunes que resideixin a Madrid tributar el 20,5% dels diners que inverteixin en empreses locals amb la condició que visquin sis anys a la Comunitat de Madrid. Així, les grans fortunes a Madrid passarien a pagar una mitjana del 44% de tot el salari brut. L'avantprojecte de la llei és una modificació del text refós de les disposicions legals de la Comunitat de Madrid en matèria de tributs cedits per l'Estat espanyol, aprovat pel Decret Legislatiu 1/2010 de 21 d'octubre, del Consell de Govern pel qual s'estableix una deducció per inversions de nous contribuents procedents de l'estranger, en l'àmbit de l'impost sobre la renda de les persones físiques. La llei fou plantejada per incentivar les inversions que es fessin en valors representatius de la cessió a tercers de capitals propis, negociats o no, en mercats organitzats o en valors representatius de la participació en fons propis de qualsevol mena d'entitat, negociats o no, a mercats organitzats.
Aquesta llei està prevista que s'aprovi el mes de juny de 2024 i buscarà "atraure grans patrimonis financers que estableixin la seva residència aquí durant sis anys i tributin pels rendiments en forma de dividends". Es diferencia de la Llei Beckham, impulsada pel govern d'Aznar, perquè aquesta última se centrava a permetre que multimilionaris paguessin impostos com un mileurista amb un tipus del 24% de l'IRPF. L'any 2010 la Llei Beckham es limitaria als ingressos que no superessin els 600.000 euros. Aquesta llei s'aplicarà retroactivament des de l'1 de gener de 2024 amb independència de quan entri en vigor oficialment. L'esborrany de la llei especificaria que es buscaria beneficiar els inversors d'empreses tot i que aquestes no tinguessin relació amb l'Estat espanyol, però no aquells que inverteixin en parc immobiliari. En el cas de la Llei Mbappé s'oferirà una deducció del 20% al tram autonòmic de l'IRPF per a rendes superiors a 300.000 € anuals.
Condicions per l'aplicació de la llei:
- Els nous residents se'n podran beneficiar tot i que no hagin tingut la seva residència fiscal a Espanya en els últims cinc anys.
- També beneficiarà els espanyols que arribin de fora del país.
- S'haurà d'establir la residència habitual a la Comunitat de Madrid.
- Es podrà aplicar a aquells inversors que hivernen en entitats o actius financers durant un mínim de sis anys mentre no estiguin en paradisos fiscals.
- També es podrà aplicar als inversors que hivernen en empreses familiars amb un topall màxim del 40% del capital social.
- Els interessats hauran de registrar les inversions corresponents de manera adequada per a la seva deducció posterior.
- No beneficiarà als inversors en habitatge.

Segons el text que es registrà a l'Assemblea de Madrid, aquesta llei oferiria un avantatge fiscal per als milionaris que inverteixin en entitats espanyoles abans d'establir-se a la Comunitat de Madrid, permetent desgravar aquestes inversions de la quota autonòmica. No obstant això, aquesta inversió prèvia podria no beneficiar l'economia madrilenya, ja que els fons amb seu a Espanya podrien invertir globalment. Això generaria situacions en què els contribuents madrilenys suportessin una disminució en la recaptació d'impostos i les conseqüències en els serveis públics, sense generar cap lloc de treball local, fins i tot si les inversions es fan en altres comunitats autònomes de l'Estat espanyol.
El 19 de juny de 2024 fou acordat per la Conselleria d'Economia, Hisenda i Ocupació a l'Assemblea de Madrid que s'iniciés la tramitació parlamentària de la llei prèvia a la votació i entrada en vigor en els següents mesos.